# HIROSHI (ドラマー)
HIROSHI（ヒロシ・寛 9月18日 - ）は、日本のドラマー、ミュージシャン。岡山県倉敷市出身。

## 来歴
1990年代初期にロックバンド AIDSと∀NTI FEMINISMのドラマーとして活動していた。
1995年にCASCADEでメジャーデビュー。
2001年10月、所属事務所をアミューズから新会社のプラナに移籍。
2002年の解散までCASCADEのドラマーとして活動。
その後は、ロックバンド L.B.Fのドラマーとして活動。ex.Drug Store Cowboy村瀬とのバンド、Velocity36のドラマーとしても活動し、それらの解散後はサポートドラマーとして活動。
2007年 ex.CASCADEのVo.TAMAとDIG DAGを結成し、ミニアルバム、フルアルバムをリリース。
2009年2月からは、CASCADE再結成により再びそのドラマーを務めながらサポートドラマーとしても活動。
2017年よりメトロノーム (バンド)のサポートドラマーとして参加。
また殺害塩化ビニールのクレイジーSKB率いる恐悪狂人団やハイテクノロジー・スーサイドのドラマーとしても活動しており2022年には、恐悪狂人団40周年記念NEWアルバム「兇悪ー怨鬼怒密六呪経ー」に参加。

## その他
- CASCADE時代に風邪の悪化から髄膜炎を発症し、ライブツアーが公演延期になった事がある。
- 2012年12月17日夜、不慮の交通事故より数箇所の骨折。12月21日の公演が中止となった。

## バンド歴
- AIDS
- ∀NTI FEMINISM
- CASCADE
- L.B.F
- Velocity36
- DIG DAG
- 恐悪狂人団
- ハイテクノロジー・スーサイド
- CASCADE（再結成）